# Отто Бухвіц
О́тто Бу́хвіц (Otto Buchwitz, 27 квітня 1879 р., Бреслау, нині Вроцлав, ПНР — 9 червня 1964 р., Дрезден) — діяч німецького робітничого руху.

## Життєпис
З 1898 р. член соціал-демократичної партії Німеччини. Учасник листопадової революції 1918 р. З 1919 по 1933 р. — секретар окружної організації соціал-демократичної партії в Нижній Саксонії, з 1924 по 1933 р. — депутат рейхстагу. З 1933 р. в еміграції. У 1940 р. був заарештований та засуджений на 8 років каторги. В 1945 р. став головою соціал-демократичної організації Саксонії. З 1946 р. — член ЦК СЄПН; депутат Народної палати НДР (з 1949 р.). Герой Праці НДР (1954 р.). Був нагороджений міжнародною Ленінською премією «За зміцнення миру між народами», 1959 р.